# موريتز بلوم
موريتز بلوم (بالألمانية: Moritz Blum) (و. 1596 – 1626 م) هو طبيب، وأستاذ جامعي، من ألمانيا، ولد في فيتنبرغ، توفي في فيتنبرغ، عن عمر يناهز 30 عاماً.